# Discografia de Roupa Nova
A discografia da banda carioca Roupa Nova contém 18 álbuns de estúdio, cinco álbuns ao vivo, um EP, cinco coletâneas oficiais, dois box sets e seis DVDs lançados desde o início de sua carreira em 1980. Com o nome Os Famks, a banda lançou dois álbuns, o primeiro em 1975 e o segundo em 1978.

## Álbuns

### Os Famks
| Ano  | Álbum                                                |
| ---- | ---------------------------------------------------- |
| 1975 | Os Famks - Lançamento: 1975 - Gravadora: Continental |
| 1978 | Os Famks - Lançamento: 1978 - Gravadora: EMI         |

### Álbuns de estúdio
| Ano  | Álbum                                                                             | Vendas e certificações |
| ---- | --------------------------------------------------------------------------------- | ---------------------- |
| 1981 | Roupa Nova - Lançamento: 1981 - Gravadora: Philips                                | - 70.000               |
| 1982 | Roupa Nova - Lançamento: 1982 - Gravadora: Philips                                | - 90.00                |
| 1983 | Roupa Nova - Lançamento: 1983 - Gravadora: Philips                                | - 150.000              |
| 1984 | Roupa Nova - Lançamento: 1984 - Gravadora: RCA Victor                             | - 300.000              |
| 1985 | Roupa Nova - Lançamento: 1985 - Gravadora: RCA Victor                             | - 2.200.000            |
| 1987 | Herança - Lançamento: 1987 - Gravadora: RCA Victor                                | - 2.000.000            |
| 1988 | Luz - Lançamento: 1988 - Gravadora: RCA Victor                                    | - 500.000              |
| 1990 | Frente e Versos - Lançamento: 1990 - Gravadora: RCA Victor                        | - 220.000              |
| 1993 | De Volta ao Começo - Lançamento: 1993 - Gravadora: RCA Victor                     | - 200.000              |
| 1994 | Vida Vida - Lançamento: 1994 - Gravadora: RCA Victor                              | - 200.000              |
| 1996 | 6/1 - Lançamento: 1996 - Gravadora: RCA Victor                                    | - 90.000               |
| 1997 | Através dos Tempos - Lançamento: 1997 - Gravadora: Continental EastWest           | - 75.000               |
| 1999 | Agora Sim - Lançamento: 1999 - Gravadora: Mercury, Universal Music                | - 250.000              |
| 2001 | Ouro de Minas - Lançamento: 2001 - Gravadora: Mercury, Universal Music            | - 90.000               |
| 2007 | Natal Todo Dia - Lançamento: 2007 - Gravadora: Universal Music, Roupa Nova Music  | - 150.000              |
| 2009 | Roupa Nova em Londres - Lançamento: 2009 - Gravadora: Roupa Nova Music            | - 150.000              |
| 2015 | Todo Amor do Mundo - Lançamento: 2015 - Gravadora: Sony Music, Roupa Nova Music   |                        |
| 2019 | As Novas do Roupa - Lançamento: 2019 - Gravadora: Sony Music, Roupa Nova Music    |                        |
| 2021 | RoupAcústico Novelas - Lançamento: 2021 - Gravadora: Sony Music, Roupa Nova Music |                        |
| 2021 | Noite Feliz - Lançamento: 2021 - Gravadora: Sony Music, Roupa Nova Music          |                        |

### Álbuns ao vivo
| Ano  | Álbum                                                                            | Vendas e certificações |
| ---- | -------------------------------------------------------------------------------- | ---------------------- |
| 1991 | Roupa Nova ao Vivo - Lançamento: 1991 - Gravadora: RCA Victor                    | 1.900.000              |
| 2004 | RoupAcústico - Lançamento: 2004 - Gravadora: Universal Music, Roupa Nova Music   | 600.000                |
| 2006 | RoupAcústico 2 - Lançamento: 2006 - Gravadora: Universal Music, Roupa Nova Music | 435.000                |
| 2010 | Roupa Nova 30 Anos ao Vivo - Lançamento: 2010 - Gravadora: Roupa Nova Music      | 100.000                |
| 2012 | Cruzeiro Roupa Nova - Lançamento: 2012 - Gravadora: Roupa Nova Music             |                        |
| 2023 | Roupa Nova 40 Anos - Lançamento: 2023 - Gravadora: Roupa Nova Music              |                        |

### Coletâneas oficiais
| Ano  | Álbum                                                                |
| ---- | -------------------------------------------------------------------- |
| 1985 | Canção de Verão - Lançamento: 1985 - Gravadora: Fontana              |
| 1989 | O Melhor de Roupa Nova - Lançamento: 1989 - Gravadora: Philips       |
| 1989 | O Melhor de Roupa Nova - Lançamento: 1989 - Gravadora: RCA Victor    |
| 1995 | Novela Hits - Lançamento: 1995 - Gravadora: RCA Victor               |
| 2011 | Roupa Novelas 2 - Lançamento: 2011 - Gravadora: USM, Universal Music |

### Box sets
| Ano  | Álbum                                                                                     |
| ---- | ----------------------------------------------------------------------------------------- |
| 2013 | Nossa História (box com 4 CDs) - Lançamento: 2013 - Gravadora: Sony Music                 |
| 2013 | Roupa Nova Music (box com 1 EP e 5 DVDs) - Lançamento: 2013 - Gravadora: Roupa Nova Music |

### EPs
| Ano  | Álbum                                                         | Vendas e certificações |
| ---- | ------------------------------------------------------------- | ---------------------- |
| 2008 | 4U (For Vou) - Lançamento: 2008 - Gravadora: Roupa Nova Music | - 100.000              |

### Singles

#### Década de 1980
| Ano  | Título                  | Parada musical | Álbum      |
| Ano  | Título                  | BRA Hot 100    | Álbum      |
| ---- | ----------------------- | -------------- | ---------- |
| 1980 | "Canção de Verão"       | 12             | Roupa Nova |
| 1981 | "Sapato Velho"          | 7              | Roupa Nova |
| 1981 | "Bem Simples"           | 9              | Roupa Nova |
| 1981 | "Roupa Nova"            | 15             | Roupa Nova |
| 1982 | "Clarear"               | 11             | Roupa Nova |
| 1982 | "Lumiar"                | 21             | Roupa Nova |
| 1982 | "Simplesmente"          | 33             | Roupa Nova |
| 1983 | "Anjo"                  | 10             | Roupa Nova |
| 1983 | "Videogame"             | 45             | Roupa Nova |
| 1983 | "Sensual"               | 41             | Roupa Nova |
| 1984 | "Chuva de Prata"        | 1              | Roupa Nova |
| 1984 | "Whisky a Go Go"        | 1              | Roupa Nova |
| 1985 | "Tímida"                | 3              | Roupa Nova |
| 1985 | "Dona"                  | 1              | Roupa Nova |
| 1985 | "Show de Rock'n Roll"   | 1              | Roupa Nova |
| 1985 | "Linda Demais"          | 1              | Roupa Nova |
| 1986 | "Seguindo no Trem Azul" | 1              | Roupa Nova |
| 1987 | "Volta pra Mim"         | 1              | Herança    |
| 1987 | "De Volta pro Futuro"   | 4              | Herança    |
| 1987 | "A Força do Amor"       | 6              | Herança    |
| 1988 | "Cristina"              | 7              | Herança    |
| 1988 | "Meu Universo é Você"   | 1              | Luz        |
| 1988 | "Vício"                 | 1              | Luz        |
| 1989 | "Chama"                 | 5              | Luz        |

#### Década de 1990
| Ano  | Título                         | Parada musical | Álbum               |
| Ano  | Título                         | BRA Hot 100    | Álbum               |
| ---- | ------------------------------ | -------------- | ------------------- |
| 1990 | "Amo em Silêncio"              | 19             | Frente e Versos     |
| 1990 | "Esse Tal de Repi en Roll"     | 57             | Frente e Versos     |
| 1990 | "Coração Pirata"               | 6              | Frente e Versos     |
| 1991 | "Mistérios"                    | 24             | Frente e Versos     |
| 1991 | "Asas do Prazer"               | -              | Frente e Versos     |
| 1991 | "Yesterday"                    | 4              | Frente e Versos     |
| 1991 | "Felicidade" (ao vivo)         | 3              | Roupa Nova ao Vivo  |
| 1991 | "Começo, Meio e Fim" (ao vivo) | 1              | Roupa Nova ao Vivo  |
| 1992 | "Clarear"                      | 12             | The Best en Español |
| 1992 | "Zapato Viejo"                 | -              | The Best en Español |
| 1992 | "Yesterday"                    | -              | The Best en Español |
| 1993 | "De Volta ao Começo"           | -              | De Volta ao Começo  |
| 1993 | "Maria Maria"                  | 56             | De Volta ao Começo  |
| 1993 | "Ando Meio Desligado"          | 43             | De Volta ao Começo  |
| 1994 | "Os Corações Não São Iguais"   | 68             | Vida Vida           |
| 1994 | "A Viagem"                     | 1              | Vida Vida           |
| 1996 | "Amar é..."                    | 18             | 6/1                 |
| 1997 | "De Ninguém"                   | 53             | Através dos Tempos  |
| 1998 | "Muito Mais"                   | 66             | Através dos Tempos  |
| 1999 | "Bem Maior"                    | 33             | Agora Sim           |
| 1999 | "Agora Sim"                    | 15             | Agora Sim           |

#### Década de 2000
| Ano  | Título                                  | Parada musical | Álbum                 |
| Ano  | Título                                  | BRA Hot 100    | Álbum                 |
| ---- | --------------------------------------- | -------------- | --------------------- |
| 2001 | "Amor de Índio"                         | 35             | Ouro de Minas         |
| 2001 | "O Sal da Terra"                        | 43             | Ouro de Minas         |
| 2004 | "À Flor da Pele" (acústico) (ao vivo)   | 50             | RoupAcústico          |
| 2005 | "Razão de Viver" (acústico) (ao vivo)   | 25             | RoupAcústico          |
| 2005 | "A Lenda" (acústico) (ao vivo)          | 25             | RoupAcústico          |
| 2005 | "Dona" (acústico) (ao vivo)             | 8              | RoupAcústico          |
| 2006 | "A Metade da Maçã" (acústico) (ao vivo) | 41             | RoupAcústico 2        |
| 2006 | "Um Sonho a Dois" (acústico) (ao vivo)  | 35             | RoupAcústico 2        |
| 2006 | "Flagra" (acústico) (ao vivo)           | 29             | RoupAcústico 2        |
| 2007 | "Sensual" (acústico) (ao vivo)          | 55             | RoupAcústico 2        |
| 2007 | "Um Anjo Muito Especial"                | -              | Natal Todo Dia        |
| 2007 | "A Paz"                                 | 63             | Natal Todo Dia        |
| 2008 | "Toma Conta de Mim"                     | -              | 4U (For You)          |
| 2009 | "Reacender"                             | 27             | Roupa Nova em Londres |
| 2009 | "Cantar Faz Feliz o Coração"            | -              | Roupa Nova em Londres |
| 2009 | "Mais Feliz"                            | -              | Roupa Nova em Londres |

#### Década de 2010
| Ano  | Título                                    | Parada musical | Álbum                      |
| Ano  | Título                                    | BRA Hot 100    | Álbum                      |
| ---- | ----------------------------------------- | -------------- | -------------------------- |
| 2010 | "Do Outro Lado da Calçada"                | -              | Roupa Nova em Londres      |
| 2010 | "Chuva de Prata" (ao vivo)                | 13             | Roupa Nova 30 Anos ao Vivo |
| 2011 | "Todas Elas" (ao vivo)                    | -              | Roupa Nova 30 Anos ao Vivo |
| 2012 | "Frisson"                                 | 71             | Cruzeiro Roupa Nova        |
| 2014 | "Meu Sentimento Voa Muito Mais"           | -              | Roupa Nova Music           |
| 2014 | "Ser Melhor"                              | -              | Roupa Nova Music           |
| 2015 | "É Tempo de Amar"                         | -              | Todo Amor do Mundo         |
| 2016 | "Contato"                                 | 11             | Todo Amor do Mundo         |
| 2018 | "Seja Bem Vindo (O Amor)"                 | -              | As Novas do Roupa          |
| 2019 | "Destino o Casualidad (Destino ou Acaso)" | -              | As Novas do Roupa          |

## Videografia

### DVDs
| Ano  | Álbum                                                                            | Vendas e certificações |
| ---- | -------------------------------------------------------------------------------- | ---------------------- |
| 2004 | RoupAcústico - Lançamento: 2004 - Gravadora: Universal Music, Roupa Nova Music   | - 730.000              |
| 2006 | RoupAcústico 2 - Lançamento: 2006 - Gravadora: Universal Music, Roupa Nova Music | - 375.000              |
| 2009 | Roupa Nova em Londres - Lançamento: 2009 - Gravadora: Roupa Nova Music           | - 160.000              |
| 2010 | Roupa Nova 30 Anos ao Vivo - Lançamento: 2010 - Gravadora: Roupa Nova Music      | - 80.000               |
| 2012 | Cruzeiro Roupa Nova - Lançamento: 2012 - Gravadora: Roupa Nova Music             |                        |
| 2015 | Todo Amor do Mundo - Lançamento: 2015 - Gravadora: Sony Music, Roupa Nova Music  |                        |

## Trilhas sonoras

### Novelas
| Ano  | Música                                          | Novela                | Tema do(s) personagem(ns)                                         |
| ---- | ----------------------------------------------- | --------------------- | ----------------------------------------------------------------- |
| 1980 | "Canção de Verão"                               | As Três Marias        | tema de Lucas (Kadu Moliterno)                                    |
| 1981 | "Bem Simples"                                   | O Amor É Nosso        | tema de Ivo (Daniel Dantas)                                       |
| 1982 | "Tanto faz"                                     | Os Adolescentes       | incidental                                                        |
| 1982 | "Clarear"                                       | Jogo da Vida          | incidental                                                        |
| 1982 | "Simplesmente"                                  | Paraíso               | incidental                                                        |
| 1982 | "Estado de Graça"                               | Campeão               | incidental                                                        |
| 1983 | "Sensual"                                       | O Direito de Nascer   | incidental                                                        |
| 1983 | "Sensual"                                       | Voltei pra Você       | incidental                                                        |
| 1983 | "Só de Você" (Com Rita Lee)                     | Louco Amor            | tema de Muriel (Tônia Carrero) e Guilherme (Reginaldo Faria)      |
| 1984 | "Anjo"                                          | Guerra dos Sexos      | tema de Juliana (Maitê Proença)                                   |
| 1985 | "Whisky a Go Go"                                | Um Sonho a Mais       | tema de abertura                                                  |
| 1985 | "Chuva de Prata" (com Gal Costa)                | Um Sonho a Mais       | tema de Valéria (Maitê Proença)                                   |
| 1985 | "Dona"                                          | Roque Santeiro        | tema de Porcina (Regina Duarte)                                   |
| 1987 | "Um Lugar No Mundo"                             | Corpo Santo           | tema de abertura                                                  |
| 1987 | "Um Sonho a Dois" (com Joanna)                  | Corpo Santo           | tema de Simone (Christiane Torloni)                               |
| 1987 | "Amor Explícito" (com Simone)                   | Corpo Santo           | incidental                                                        |
| 1989 | "Chama"                                         | Que Rei Sou Eu?       | tema de Bergeron (Daniel Filho)                                   |
| 1989 | "Eu e Você" (com José Augusto)                  | Tieta                 | tema de Elisa (Tássia Camargo)                                    |
| 1989 | "Coração Pirata"                                | Rainha da Sucata      | tema de Maria do Carmo (Regina Duarte)                            |
| 1990 | "Esse Tal de Répi en Roll" (com The Commodores) | Meu Bem, Meu Mal      | tema de Vitória                                                   |
| 1991 | "Começo, Meio e Fim"                            | Felicidade            | tema de Helena e Álvaro (Maitê Proença, Tony Ramos)               |
| 1991 | "Felicidade"                                    | Felicidade            | tema de abertura                                                  |
| 1992 | "Ser Mais Feliz"                                | Despedida de Solteiro | tema de Bianca (Rita Guedes)                                      |
| 1992 | "Alguém No Céu" (Com Trem da Alegria)           | De Corpo e Alma       | tema de Júnior (Aaron Hassan)                                     |
| 1993 | "Ando Meio Desligado"                           | Sonho Meu             | tema de Giácomo Madureira (Eri Johnson)                           |
| 1993 | "De Volta ao Começo"                            | Renascer              | tema das terras de José Inocêncio (Antônio Fagundes)              |
| 1994 | "A Viagem"                                      | A Viagem              | tema de abertura                                                  |
| 1995 | "Ibiza Dance"                                   | Explode Coração       | tema de abertura                                                  |
| 1995 | "Ibiza Dance Remix"                             | Explode Coração       | incidental                                                        |
| 1996 | "Amar É..."                                     | Anjo de Mim           | tema de Lavínia (Vivianne Pasmanter)                              |
| 1997 | "O Sonho Acabou"                                | Anjo Mau              | tema de Fred e Goreti (Jackson Antunes, Lília Cabral)             |
| 1998 | "Muito Mais"                                    | Torre de Babel        | tema de Alexandre (Marcos Palmeira)                               |
| 1999 | "Bem Maior"                                     | Suave Veneno          | tema de Uálber (Diogo Vilela)                                     |
| 2000 | "Deixa o Amor Acontecer"                        | Uga Uga               | tema de Gui (Nívea Stelmann)                                      |
| 2001 | "Amor de Índio"                                 | Estrela-Guia          | tema de Cristal e Tony (Sandy, Guilherme Fontes)                  |
| 2005 | "Margarida"                                     | Alma Gêmea            | tema de Mirna (Fernanda Souza)                                    |
| 2007 | "Um Anjo Muito Especial (My Special Angel)"     | Sete Pecados          | tema de Custódia e Arcanjo Gabriel (Cláudia Jimenez, Erik Marmo)  |
| 2007 | "Amor de Índio"                                 | Desejo Proibido       | tema de Laura (Fernanda Vasconcellos)                             |
| 2007 | "Maria Maria"                                   | Caminhos do Coração   | tema de Maria (Bianca Rinaldi)                                    |
| 2014 | "Dona"                                          | Império               | tema de Maria Marta e José Alfredo (Lília Cabral, Alexandre Nero) |
| 2017 | "Começo, Meio e Fim"                            | Carinha de Anjo       | tema de Gustavo e Verônica (Carlo Porto, Elisa Brites)            |
| 2017 | "Seguindo no Trem Azul"                         | Carinha de Anjo       | tema de Estefânia e Vítor (Priscila Sol, Thiago Mendonça)         |

### Outros temas
| Ano  | Música             | Programa                  | Nota |
| ---- | ------------------ | ------------------------- | --- |
| 1981 | "Tema da Vitória"  | Transmissões da Fórmula 1 | Composição de Eduardo Souto Neto usada a partir de 1983 nas transmissões da Fórmula 1 quando um piloto brasileiro ganhava.                |
| 1983 | "Cometa Loucura"   | Cometa Loucura            | Tema de abertura, "Cometa Loucura", composição de Ayres Vinagre, Mariozinho Rocha e Nilson Dias.                                          |
| 1983 | "Videogame"        | Jornal da Manchete        | O grupo ainda foi autor do tema instrumental usado diariamente na abertura das transmissões da Rede Manchete.                             |
| 1983 | "Vídeo Show"       | Vídeo Show                | O grupo participou da gravação original do tema de abertura que é baseado na música "Don't Stop 'Til You Get Enough", de Michael Jackson. |
| 1984 | "Rock In Rio"      | Rock in Rio               | Tema de autoria do compositor Nelson Wellington e do maestro Eduardo Souto Neto.                                                          |
| 1985 | "A Era dos Halley" | A Era dos Halley          | Tema de abertura do programa musical exibido pela Rede Globo para celebrar a passagem do cometa Halley.                                   |
| 1985 | "Fumaça"           | Tropclip                  | Tema do filme Tropclip, de Luiz Fernando Goulart.                                                                                         |
| 1986 | "Sexo Frágil"      | Sexo Frágil               | Composição de Kiko e Ricardo Feghali. Tema do filme Sexo Frágil, de Jessel Buss.                                                          |
| 1988 | "Um Toque"         | Romance da Empregada      | Composição de Serginho Herval e Ricardo Feghali. Tema do filme Romance da Empregada, de Bruno Barreto.                                    |
| 2016 | "Whisky a Go Go"   | Tamo Junto                | Composição de Michael Sullivan e Paulo Massadas. Tema do filme Tamo Junto, de Matheus Souza.                                              |
| 2017 | "Linda Demais"     | Bingo - O Rei das Manhãs  | Composição de Kiko e Tavinho Paes. Tema do filme Bingo: O Rei das Manhãs, de Daniel Rezende.                                              |

### Como artista convidado
| Ano  | Canção                                                | Artista                   | Álbum                                                              |
| ---- | ----------------------------------------------------- | ------------------------- | ------------------------------------------------------------------ |
| 1981 | "Crescente" / "Cavaleiros do Céu (Riders in the Sky)" | Milton Nascimento         | Caçador de Mim                                                     |
| 1981 | "Nos Bailes da Vida"                                  | Milton Nascimento         | Caçador de Mim                                                     |
| 1981 | "Açaí"                                                | Gal Costa                 | Fantasia                                                           |
| 1982 | "Solar"                                               | Gal Costa                 | Minha Voz                                                          |
| 1983 | "O Trenzinho"                                         | Vários artistas           | Casa de Brinquedos - Trilha sonora                                 |
| 1983 | "Baby"                                                | Gal Costa                 | Baby Gal                                                           |
| 1984 | "Chuva de Prata"                                      | Gal Costa                 | Profana                                                            |
| 1984 | "Carrossel de Esperança"                              | Vários artistas           | Clube da Criança                                                   |
| 1986 | "Um Sonho a dois"                                     | Joanna                    | Joanna                                                             |
| 1986 | "Amor Explícito"                                      | Simone                    | Amor e Paixão                                                      |
| 1988 | "Eu e Você"                                           | José Augusto              | Fui Eu                                                             |
| 1988 | "Dê Uma Chance ao Coração"                            | Vários artistas           | Amor Eterno: Grandes sucessos de Michael Sullivan e Paulo Massadas |
| 1989 | "Todo Azul do Mar"                                    | Ronaldo Bastos            | Cais                                                               |
| 1990 | "Doce Estrela"                                        | Trem da Alegria           | Trem da Alegria                                                    |
| 1991 | "Rio Deserto"                                         | Fagner                    | Pedras que Cantam                                                  |
| 1992 | "Quis Fazer Você Feliz"                               | Angélica                  | Angélica                                                           |
| 1998 | "Rua Ramalhete"                                       | Byafra                    | Ícaro                                                              |
| 2001 | "Frio da Solidão (Dont Let Me Down)"                  | Chitãozinho & Xororó      | Inseparáveis                                                       |
| 2001 | "Se Me Permites"                                      | Fábio de Melo             | As Estações da Vida                                                |
| 2003 | "Eu Quero Ver"                                        | Fábio de Melo             | Marcas do Eterno                                                   |
| 2003 | "Marcas do Eterno"                                    | Fábio de Melo             | Marcas do Eterno                                                   |
| 2003 | "Beleza Imperfeita"                                   | Fábio de Melo             | Marcas do Eterno                                                   |
| 2005 | "Pensando Nela"                                       | Vários artistas           | Um Barzinho, Um Violão: Jovem Guarda                               |
| 2008 | "Eu e Você"                                           | José Augusto              | Aguenta Coração ao vivo                                            |
| 2009 | "Novo Tempo"                                          | Fábio de Melo             | Iluminar                                                           |
| 2013 | "Casa no Campo"                                       | Vários artistas           | Elis por Eles                                                      |
| 2014 | "Depende"                                             | Zezé Di Camargo & Luciano | Teorias de Raul                                                    |
| 2015 | "Mar de Lágrimas"                                     | Marcos & Belutti          | Acústico Tão Feliz                                                 |
| 2016 | "Adeus"                                               | Sorriso Maroto            | De Volta pro Amanhã                                                |